# Forêt pétrifiée de Lesbos
La forêt pétrifiée de Lesbos, datant du Miocène, se trouve sur l'île de Lesbos en Grèce. Elle a été fossilisée il y a 18 millions d'années après ensevelissement par de la cendre volcanique et couvre une superficie de 15 000 ha. 
En tant que territoire fondateur du réseau européen des géoparcs dès 2000, la forêt pétrifiée de Lesbos fait partie depuis 2004 du réseau mondial des géoparcs labellisé par l'Unesco. En 1985 elle a été classée comme monument naturel protégé et fait également partie du réseau européen Natura 2000 (GR. 41100003). Elle est gérée par le « Musée d'Histoire naturelle de la forêt pétrifiée », situé à Sígri.
La forêt pétrifiée de Lesbos est entourée par les villages d'Eresós, Antissa et Sígri et présente une grande densité de troncs d'arbres fossilisés, mais des fossiles végétaux isolés peuvent aussi être trouvés dans d'autres parties de l'île, y compris dans les villages de Méthymne, Polichnítos, Plomári et Akrasi.   

## Forêt du Miocène
La forêt mixte subtropicale du Miocène inférieur a prospéré principalement pendant la période burdigalienne, il y a environ 18,5 millions d'années. Elle était composée de conifères et d'arbres fruitiers, et, dans de moindres proportions, de ptéridophytes. Parmi les conifères, la forêt comptait un grand nombre d'arbres de la famille des Taxodiaceae, précurseurs des séquoias actuels de la côte ouest des États-Unis.  
Certains arbres de la forêt pétrifiée de Lesbos atteignent une circonférence de 15 m.

## Fossilisation

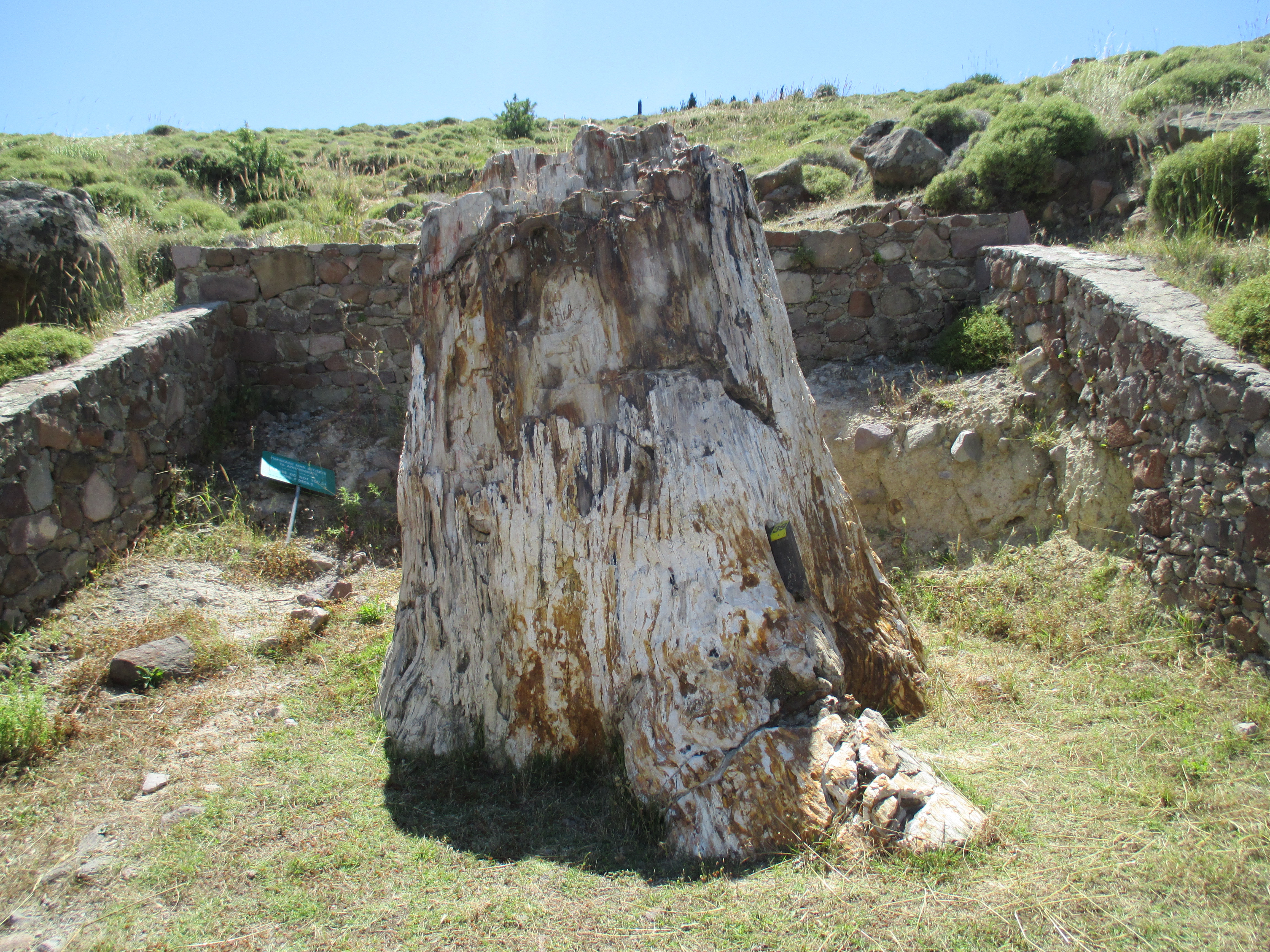
Un fragment d'arbre de la forêt pétrifiée de Lesbos.

La forêt a été fossilisée par des cendres volcaniques et des coulées de boue qui l'ont ensevelie et ont créé un environnement anaérobie, favorable à la préservation des tissus végétaux. Lors de la circulation hydrothermale de fluides riches en silice, la matière végétale organique a été remplacée, molécule par molécule, par des composés minéraux, conduisant à sa silicification (ou « pétrification ») in situ.  
Le tronc fossilisé le plus haut de la forêt atteint 7,2 m de hauteur : c'est le plus haut du monde. Parmi les troncs à terre, le plus long mesure 20 mètres. Des branches, des empreintes de feuilles, des fruits, des systèmes racinaires ont également été fossilisés. Les caractéristiques anatomiques des plantes sont bien conservées dans tous les fossiles.  
À la différence de la forêt pétrifiée du lac Turkana au Kenya ou de la forêt pétrifiée en Arizona aux États-Unis, celle de Lesbos présente de nombreux arbres en position verticale (et non pas seulement couchés) pétrifiés sur pied. La forêt pétrifiée de Lesbos est le géosite principal du « Géoparc de Lesbos ».

## Premières études scientifiques sur la forêt
L'oeuvre de Théophraste d'Eresós, botaniste et naturaliste né vers 371 avant J.C. dans la région de la forêt pétrifiée de Lesbos, constitue le premier témoignage d'intérêt scientifique porté aux fossiles de Lesbos : Théophraste est d'ailleurs l'auteur d'un traité perdu sur les « pétrifications ».  
À l'époque moderne, le premier scientifique à avoir décrit la forêt est le botaniste et paléontologue autrichien Franz Unger (1800-1870). Il décrit les troncs fossilisés dans ses livres sur « le monde passé » (1841-1847) et rend compte de ses observations dans des articles sur son voyage en Grèce (1862).

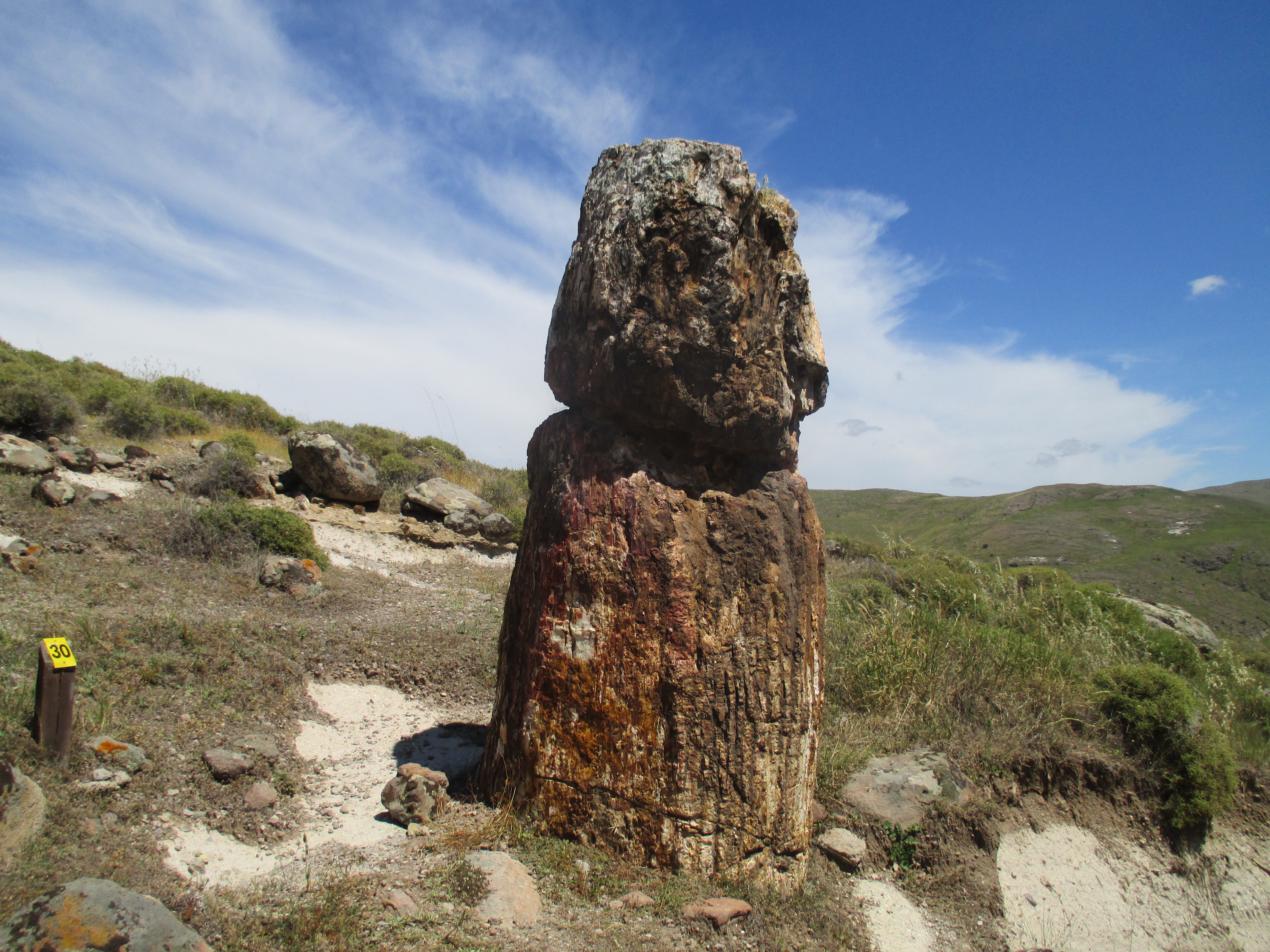
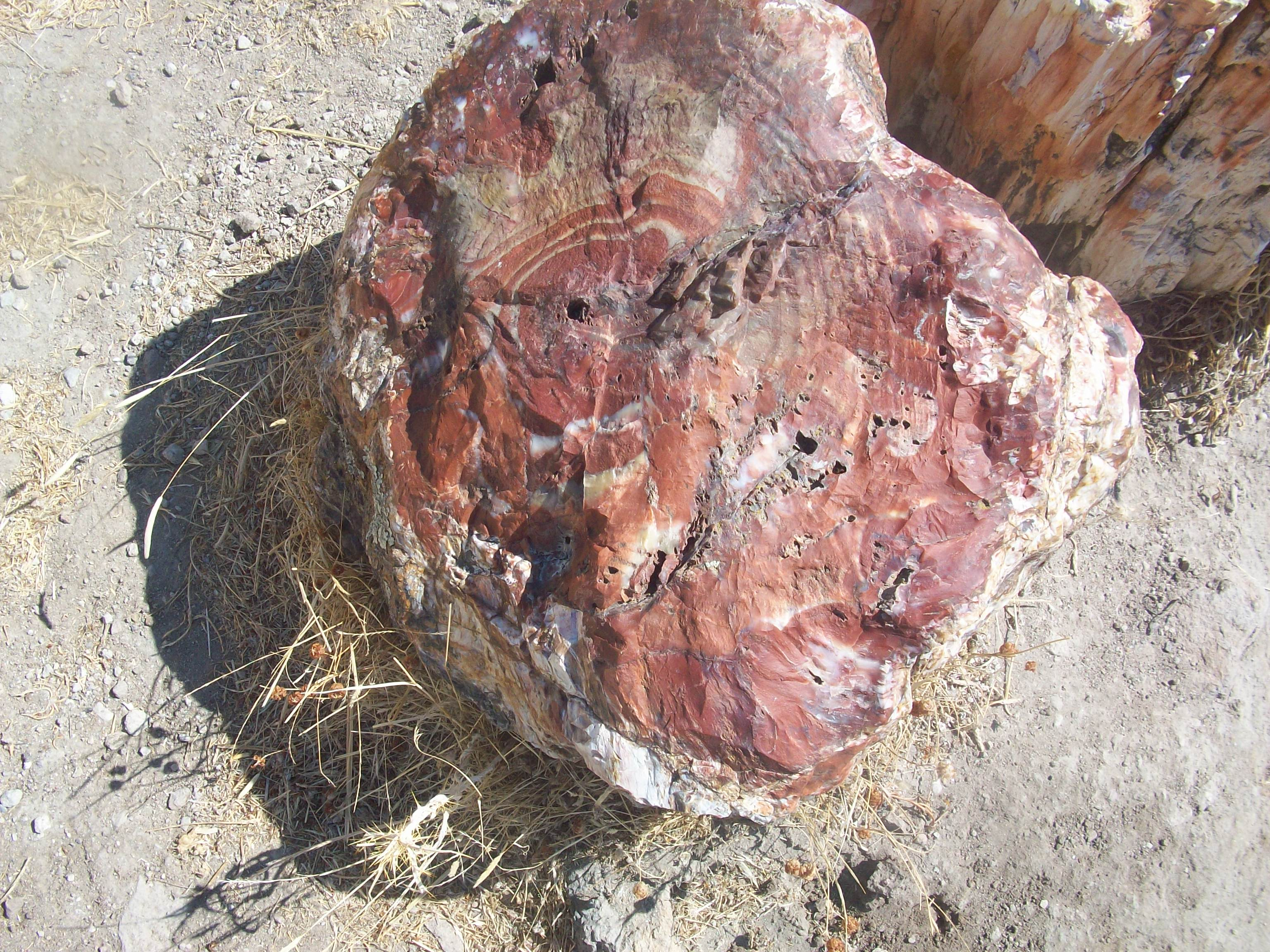
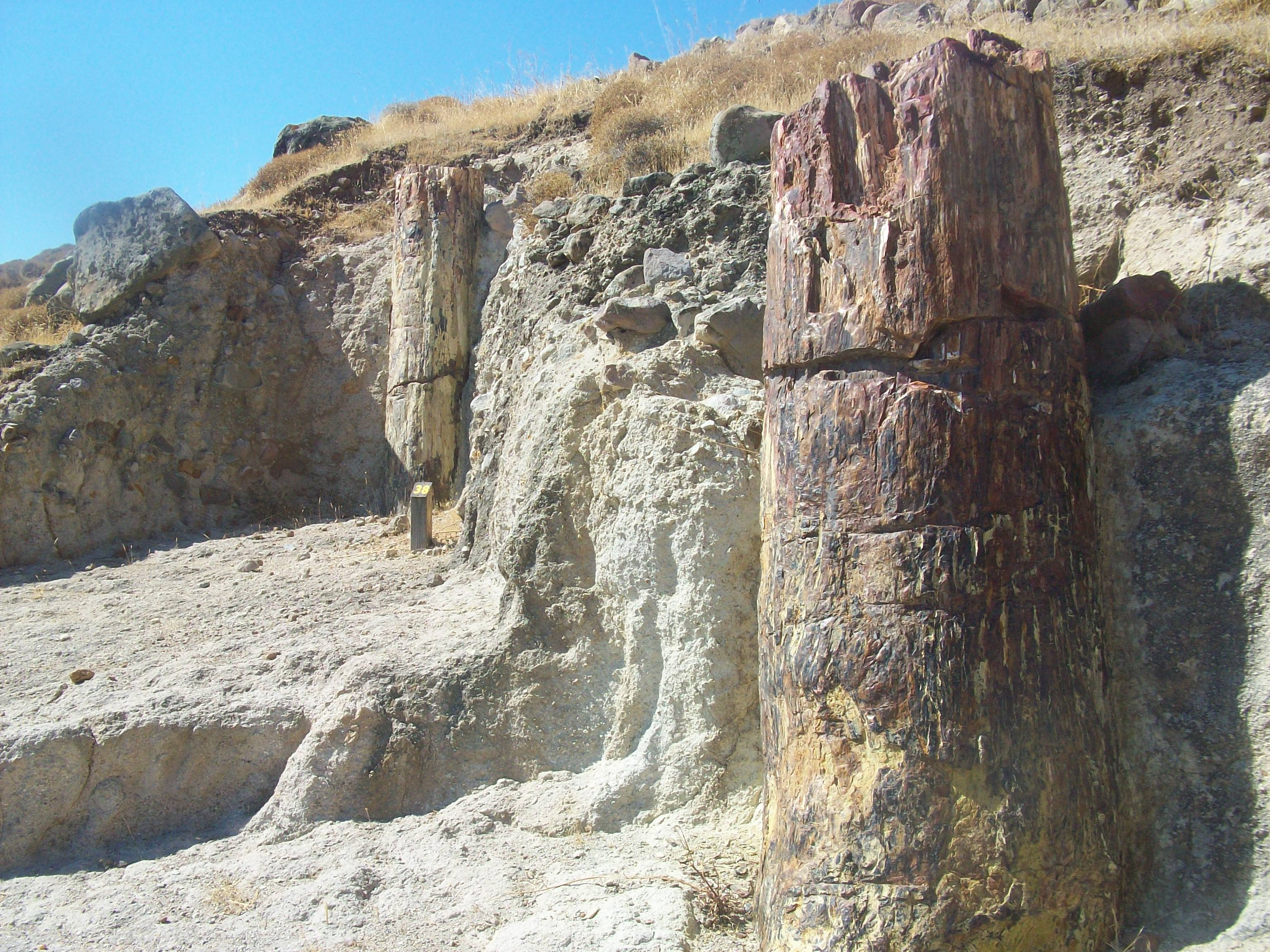

## Voir également